# Manoel Joaquim de Miranda Rego
Manoel Joaquim de Miranda Rego (1811-1853) foi um filósofo brasileiro com contribuições na lógica, metafísica, psicologia e teologia natural.

## Vida e obra
Nasceu no Rio de Janeiro em 27 de agosto de 1811 e faleceu em Paris em 02 de abril de 1853. Sua jornada intelectual começou no Seminário de São José, onde deu os primeiros passos em sua formação educacional. No entanto, sua trajetória tomou um rumo inesperado quando sua mãe, Ana Joaquina Miranda, moveu um processo judicial contra o superior do Seminário de Nossa Senhora da Mãe dos Homens. Ela alegava que seu filho havia sido seduzido para entrar na congregação, embora sua intenção original fosse proporcionar-lhe uma educação secular. Mesmo diante da oposição materna, Miranda Rego persistiu em sua vocação religiosa e foi ordenado pelo bispo de Anemuria.
Sua carreira eclesiástica o levou a ocupar posições de destaque, incluindo o cargo de reitor do Seminário de Congonhas, em Minas Gerais, e de professor de filosofia no Seminário de Jacuecanga, em Angra dos Reis. Além disso, ele serviu como vigário na freguesia de Sant'Ana da Corte e recebeu a honra de ser nomeado cavaleiro da ordem de Cristo.
O brilho acadêmico de Miranda Rego ultrapassou fronteiras, levando-o a obter um doutorado em teologia na renomada Universidade de Sapiencia, na Itália. Seu conhecimento lhe rendeu o título de monsenhor da Santa Basílica e o prestigioso cargo de camareiro secreto do Papa Gregório XVI.
Um dos momentos notáveis de sua carreira ocorreu em 1845, quando, na qualidade de pároco de Sant'Ana, durante uma viagem à Itália, ele recebeu das mãos do Papa os restos mortais de Santa Prisciliana. Com grande devoção, ele transportou esses preciosos restos para sua paróquia, onde foram depositados no ano seguinte.
Porém, além de sua carreira religiosa, Miranda Rego também deixou uma marca de grande importância no campo da filosofia. Ele é mais conhecido por suas "Lições Elementares de Lógica e Metafísica", publicadas em 1839. Essas lições foram elogiadas não apenas por teólogos de Roma, mas também pelo próprio Papa. Em suas Lições, ele delineou os fundamentos da lógica e da metafísica, destacando a importância dessas disciplinas para o pensamento racional.
A obra de Miranda Rego não se limitou a suas lições. Ele também desempenhou um papel ativo como co-redator, ao lado do Dr. Patrício Muniz, do período político-religioso "A Religião," realizado no Rio de Janeiro. Este periódico teve três volumes publicados entre 1848 e 1850, e nos números 4 e 5 do terceiro volume, Miranda Rego abordou o tema das "Filosofias Modernas."
Nas "Lições Elementares de Lógica e Metafísica," Miranda Rego dividiu seu estudo em duas partes distintas. Na primeira parte, ele explorou a lógica formal, abordando conceitos como distinção entre lógica natural e artificial, faculdade de conhecer, formação de ideias, proposições, juízos, raciocínio, método e demonstração. Na segunda parte, ele mergulhou na lógica material, tratando de temas como verdade lógica, ignorância, erro, causa e efeito, entre outros.
Além disso, Miranda Rego dedicou uma parte considerável de suas Lições à psicologia, investigando a fundo as faculdades humanas, incluindo a capacidade de conhecer, sentir, imaginar, memória, atenção, reflexão, apetite, vontade e liberdade. Ele também explorou a relação entre a alma e o corpo, um tópico central na filosofia da mente.
Por fim, as Lições de Miranda Rego não se limitaram à lógica e à psicologia, mas também se aventuraram na teologia natural. Ele apresentou argumentos para a existência de Deus, discutiu os atributos divinos e explorou a interação entre a religião natural e a religião revelada.
Manoel Joaquim de Miranda Rego deixou um legado valioso na filosofia do Brasil. Sua vida e obra, marcadas por um profundo compromisso com a educação, a religião e a filosofia, continuam a ser estudadas e apreciadas por aqueles que buscam compreender a riqueza da tradição filosófica brasileira e sua contribuição para o pensamento humano.
1. ↑  MARGUTTI, Paulo. História da filosofia do Brasil (1500-hoje) - 2ª parte: A ruptura Iluminista (1808-1843). 1. ed. São Paulo: Edições Loyola, 2020.